# Daniel Niculae
Daniel George Niculae (Boekarest, 6 oktober 1982) is een Roemeense voetballer (aanvaller) die sinds de zomer van 2011 op huurbasis uitkomt voor de Franse voetbalclub AS Nancy. Eerder speelde hij onder meer voor Rapid Boekarest en AJ Auxerre.

## Interlandcarrière
Niculae speelde sinds 2003 in totaal 35 wedstrijden voor de Roemeense nationale ploeg, en scoorde acht keer voor zijn vaderland.